# TV total Turmspringen
Das TV total Turmspringen ist ein von 2004 bis 2015 von Stefan Raab initiierter und als Sondersendung von TV total im Programm des Fernsehsenders ProSieben präsentierter Prominenten-Wettbewerb im Turmspringen.
Seit der Auflage 2024 wird es nicht mehr von Stefan Raab initiiert. Die Idee zur Veranstaltung kam Stefan Raab, nachdem er im Rahmen einer seiner Beiträge von Raab in Gefahr für TV total einen Tag lang mit den Junioren-Weltmeistern im 3-m-Synchronspringen von 2002 Norman Becker und Sascha Klein trainiert hatte. Die Beiträge dazu wurden am 16. und 17. September 2002 bei TV total ausgestrahlt.
Die Titelmusik ist Olympic Fanfare and Theme von John Williams, das ursprünglich für die Olympischen Sommerspiele 1984 komponiert wurde.
Das Format wurde mit geringen Abwandlungen international vielfach nachgeahmt. So lief es beispielsweise auf dem US-Sender FOX unter dem Titel Stars in Danger: High Diving als zweistündiges Special zum ersten Mal am 9. Januar 2013.
Eyeworks entwickelte 2012 anhand der deutschen Vorlage in den Niederlanden die Serie Sterren Springen Op Zaterdag. Deren Konzept (genannt Celebrity Splash!) bildete wiederum die Grundlage für entsprechende Sendungen in bislang 25 weiteren Ländern weltweit. Als Die Pool Champions – Promis unter Wasser kam das Serienformat 2013 auch nach Deutschland zurück. Die Übernahme vieler Aspekte des TV total Turmspringens durch Eyeworks führte 2012 zu einem Urheberrechtsstreit mit dem in Frankreich sitzenden Produktionsunternehmen Banijay International. Ein Tochterunternehmen von Banijay Entertainment, Brainpool TV, zählt zu den Schöpfern des Ursprungsformates TV total Turmspringen.

## Moderation
| Austragung | Datum         | Austragungsort                                      | Moderator           | 1. Co-Moderator/in | 2. Co-Moderator/in  | Kommentator           |
| ---------- | ------------- | --------------------------------------------------- | ------------------- | ------------------ | ------------------- | --------------------- |
| 1          | 16. Dez. 2004 | Olympia-Schwimmhalle, München                       | Ingolf Lück         | Sonya Kraus        | Oliver Pocher       | Ron Ringguth          |
| 2          | 26. Nov. 2005 | Schwimm- und Sprunghalle im Europasportpark, Berlin | Kai Pflaume         | Sonya Kraus        | Oliver Pocher       | Ron Ringguth          |
| 3          | 24. Nov 2007  | Olympia-Schwimmhalle, München                       | Oliver Welke        | Sonya Kraus        | Matthias Opdenhövel | Ron Ringguth          |
| 4          | 18. Okt. 2008 | Olympia-Schwimmhalle, München                       | Oliver Welke        | Sonya Kraus        | Matthias Opdenhövel | Ron Ringguth          |
| 5          | 28. Nov. 2009 | Olympia-Schwimmhalle, München                       | Oliver Welke        | Sonya Kraus        | Matthias Opdenhövel | Ron Ringguth          |
| 6          | 27. Nov. 2010 | Olympia-Schwimmhalle, München                       | Matthias Opdenhövel | Sonya Kraus        | —                   | Ron Ringguth          |
| 7          | 12. Nov. 2011 | Olympia-Schwimmhalle, München                       | Steven Gätjen       | Sonya Kraus        | Olaf Schubert       | Ron Ringguth          |
| 8          | 24. Nov. 2012 | Olympia-Schwimmhalle, München                       | Steven Gätjen       | Sonya Kraus        | Olaf Schubert       | Ron Ringguth          |
| 9          | 23. Nov. 2013 | Olympia-Schwimmhalle, München                       | Steven Gätjen       | Rebecca Mir        | Matze Knop          | Ron Ringguth          |
| 10         | 29. Nov. 2014 | Olympia-Schwimmhalle, München                       | Steven Gätjen       | Sophia Thomalla    | Matze Knop          | Ron Ringguth          |
| 11         | 28. Nov. 2015 | Olympia-Schwimmhalle, München                       | Steven Gätjen       | Sophia Thomalla    | Frank Buschmann     | Ron Ringguth          |
| 12         | 21. Sep. 2024 | Schwimm- und Sprunghalle im Europasportpark, Berlin | Steven Gätjen       | Viviane Geppert    | —                   | Christian Straßburger |

## 2004
Erstmals fand das Turmspringen am 16. Dezember 2004 in der Olympia-Schwimmhalle in München statt und wurde von Sonya Kraus und Ingolf Lück moderiert. Teilnehmer waren unter anderen Lucy Diakovska, Stefan Raab, Danny Ecker und Lars Börgeling. Für die musikalischen Auftritte sorgten Kylie Minogue so wie SSDSGPS-Gewinner Max Mutzke.
Sieger des Events wurden Lucy Diakovska im Einzel sowie die Stabhochspringer Danny Ecker und Lars Börgeling im Synchronspringen.
Die Fernsehausstrahlung verfolgten 4,83 Millionen Zuschauer bei einem Marktanteil von 17,5 Prozent. In der Zielgruppe der 14- bis 49-Jährigen sahen 3,88 Millionen Zuschauer zu, was einem Marktanteil von 31,5 Prozent entspricht. Fast die Hälfte, genauer 49,1 Prozent, betrug der Marktanteil bei den 14-29-Jährigen.
Vorrunde
| Vorrunde Einzelspringen | Vorrunde Einzelspringen | Vorrunde Einzelspringen | Vorrunde Einzelspringen | Vorrunde Einzelspringen | Vorrunde Einzelspringen |
| #                       | Land                    | Name                    | 1. Sprung               | 2. Sprung               | Gesamt                  |
| ----------------------- | ----------------------- | ----------------------- | ----------------------- | ----------------------- | ----------------------- |
| 01.                     | Deutschland             | Ben                     | 51,00                   | 52,50                   | 103,50                  |
| 02.                     | Bulgarien               | Lucy Diakovska          | 27,90                   | 66,00                   | 093,90                  |
| 03.                     | Deutschland             | Stefan Raab             | 36,00                   | 54,00                   | 090,00                  |
| 04.                     | Deutschland             | Simon Gosejohann        | 31,95                   | 49,50                   | 081,45                  |
| 05.                     | Deutschland             | Thomas Rupprath         | 36,00                   | 40,50                   | 076,50                  |
| 06.                     | Deutschland             | Sandra Völker           | 35,10                   | 31,20                   | 066,30                  |
| 07.                     | Deutschland             | Bürger Lars Dietrich    | 23,25                   | 39,75                   | 063,00                  |
| 08.                     | Deutschland             | Claude-Oliver Rudolph   | 30,60                   | 31,50                   | 062,10                  |
| 09.                     | Deutschland             | Felix Sturm             | 25,80                   | 29,70                   | 055,50                  |
| 10.                     | Deutschland             | Lukas Hilbert           | 27,00                   | 00,00                   | 027,00                  |

| Vorrunde Synchronspringen | Vorrunde Synchronspringen | Vorrunde Synchronspringen                                     | Vorrunde Synchronspringen | Vorrunde Synchronspringen | Vorrunde Synchronspringen |
| #                         | Land                      | Name                                                          | 1. Sprung                 | 2. Sprung                 | Gesamt                    |
| ------------------------- | ------------------------- | ------------------------------------------------------------- | ------------------------- | ------------------------- | ------------------------- |
| 1.                        | Deutschland               | Danny Ecker & Lars Börgeling                                  | 67,50                     | 78,75                     | 146,25                    |
| 2.                        | Deutschland               | Lars Niedereichholz & Ande Werner (Mundstuhl)                 | 43,50                     | 47,25                     | 090,75                    |
| 3.                        | Deutschland               | Ben & Bürger Lars Dietrich                                    | 47,25                     | 39,00                     | 086,25                    |
| 4.                        | Deutschland               | Sandra Völker & Stev Theloke                                  | 42,60                     | 31,95                     | 074,55                    |
| 5.                        | Deutschland               | Stefan Raab & Elton                                           | 36,75                     | 33,00                     | 069,75                    |
| 6.                        | Deutschland               | Janine Habeck & Anja Melzer (Playboy Miss Februar & Miss Mai) | 32,85                     | 29,40                     | 062,25                    |
| 7.                        | Deutschland               | Anke Kühn & Silke Müller (Hockey-Nationalmannschaft)          | 30,60                     | 27,90                     | 058,50                    |
| 8.                        | Deutschland               | Claude-Oliver Rudolph & Felix Sturm                           | 29,25                     | 23,85                     | 053,10                    |
| 9.                        | Deutschland               | Lukas Hilbert & Katrin Feist                                  | 25,20                     | 20,70                     | 045,90                    |

Finale
| 1. | Bulgarien   | Lucy Diakovska   | 63,00 |
| 2. | Deutschland | Simon Gosejohann | 57,75 |
| 3. | Deutschland | Ben              | 37,80 |
| 4. | Deutschland | Stefan Raab      | 36,90 |

| 1. | Deutschland | Danny Ecker & Lars Börgeling                  | 80,95 |
| 2. | Deutschland | Lars Niedereichholz & Ande Werner (Mundstuhl) | 54,00 |
| 3. | Deutschland | Ben & Bürger Lars Dietrich                    | 46,50 |
| 4. | Deutschland | Sandra Völker & Stev Theloke                  | 37,80 |

## 2005
Am 26. November 2005 wurde der Wettbewerb zum zweiten Mal durchgeführt, Austragungsort war die Schwimm- und Sprunghalle im Europasportpark in Berlin. Moderiert wurde die Sendung von Sonya Kraus und Kai Pflaume, als Showacts traten US5 und Deep Purple auf. Sieger des TV total Turmspringens 2005 wurden Lars Börgeling im Einzelspringen und erneut Danny Ecker und Lars Börgeling im Synchronspringen. Am Ende der Show sprangen Stefan Raab und Co-Moderator Oliver Pocher als Mutprobe von 16 Metern Höhe aus der Dachkonstruktion der Schwimmhalle ins Becken; Raab brach sich dabei das Steißbein. Aufgrund des langen Heilungsprozesses fiel das TV-total-Event im Folgejahr aus.
Vorrunde
| Vorrunde Einzelspringen | Vorrunde Einzelspringen | Vorrunde Einzelspringen | Vorrunde Einzelspringen | Vorrunde Einzelspringen | Vorrunde Einzelspringen |
| #                       | Land                    | Name                    | 1. Sprung               | 2. Sprung               | Gesamt                  |
| ----------------------- | ----------------------- | ----------------------- | ----------------------- | ----------------------- | ----------------------- |
| 1.                      | Deutschland             | Lars Börgeling          | 64,80                   | 73,20                   | 138,00                  |
| 2.                      | Deutschland             | Kai Böcking             | 69,30                   | 65,70                   | 135,00                  |
| 3.                      | Deutschland             | Britta Kamrau           | 70,20                   | 59,40                   | 129,60                  |
| 4.                      | Deutschland             | Annabelle Mandeng       | 71,10                   | 48,50                   | 119,60                  |
| 5.                      | Deutschland             | Stefan Raab             | 47,20                   | 60,30                   | 107,50                  |
| 6.                      | Vereinigte Staaten      | Izzy Gallegos (US5)     | 32,55                   | 66,60                   | 099,15                  |
| 7.                      | Bulgarien               | Lucy Diakovska          | 45,00                   | 48,60                   | 093,60                  |
| 8.                      | Deutschland             | Ben                     | 51,30                   | 35,40                   | 086,70                  |
| 9.                      | Deutschland             | Bürger Lars Dietrich    | 43,20                   | 35,10                   | 078,30                  |

| Vorrunde Synchronspringen | Vorrunde Synchronspringen      | Vorrunde Synchronspringen                                           | Vorrunde Synchronspringen | Vorrunde Synchronspringen | Vorrunde Synchronspringen |
| #                         | Land                           | Name                                                                | 1. Sprung                 | 2. Sprung                 | Gesamt                    |
| ------------------------- | ------------------------------ | ------------------------------------------------------------------- | ------------------------- | ------------------------- | ------------------------- |
| 1.                        | Deutschland                    | Danny Ecker & Lars Börgeling                                        | 49,50                     | 69,60                     | 119,10                    |
| 2.                        | Deutschland                    | Norbert Dobeleit & Kai Böcking                                      | 39,00                     | 77,40                     | 116,40                    |
| 3.                        | Deutschland                    | Lars Niedereichholz & Ande Werner (Mundstuhl)                       | 54,00                     | 45,75                     | 099,75                    |
| 4.                        | Deutschland                    | Ben & Bürger Lars Dietrich                                          | 61,20                     | 27,60                     | 088,80                    |
| 5.                        | Deutschland                    | Stefan Raab & Elton                                                 | 26,25                     | 50,40                     | 076,65                    |
| 6.                        | Deutschland                    | Giuliana Marino & Thessa Gierer (Playboy Miss April & Miss Oktober) | 23,40                     | 27,75                     | 051,15                    |
| 7.                        | Deutschland                    | Klaas Heufer-Umlauf & Oli.P                                         | 15,00                     | 31,20                     | 046,20                    |
| 8.                        | Deutschland                    | Spike Spindler & Angie Dressel (Die Abschlussklasse)                | 23,40                     | 16,65                     | 040,05                    |
| 9.                        | Vereinigte Staaten Deutschland | Izzy Gallegos a & Michael Johnson (US5)                             | –                         | –                         | -                         |

Finale
| 1. | Deutschland | Lars Börgeling    | 87,60 |
| 2. | Deutschland | Britta Kamrau     | 77,40 |
| 3. | Deutschland | Kai Böcking       | 73,80 |
| 4. | Deutschland | Annabelle Mandeng | 58,50 |
| 5. | Deutschland | Stefan Raab       | 32,40 |

| 1. | Deutschland | Danny Ecker & Lars Börgeling                  | 73,20 |
| 2. | Deutschland | Norbert Dobeleit & Kai Böcking                | 66,60 |
| 3. | Deutschland | Ben & Bürger Lars Dietrich                    | 62,10 |
| 4. | Deutschland | Lars Niedereichholz & Ande Werner (Mundstuhl) | 43,50 |
| 5. | Deutschland | Stefan Raab & Elton                           | 42,75 |

## 2007
Der dritte Wettbewerb wurde am 24. November 2007 wieder in der Olympia-Schwimmhalle in München ausgetragen und von Oliver Welke, Matthias Opdenhövel und Sonya Kraus moderiert. Um die Titel in den Einzel- und Synchronwettbewerben kämpften mit den Titelverteidigern unter anderem Daniel Aminati und Mundstuhl. Für musikalische Unterhaltung sorgten Craig David und Empty Trash. Sieger im Einzelwettbewerb wurde Joey Kelly und im Synchronspringen gewannen Kai Böcking und Norbert Dobeleit.
Die Ausgabe verfolgten 3,19 Millionen Zuschauer (12,6 Prozent Marktanteil), in der werberelevanten Zielgruppe waren es 2,4 Millionen bei 24,0 Prozent Marktanteil.
Vorrunde
| 01. | Deutschland | Britta Kamrau     | 146,40 |
| 02. | Irland      | Joey Kelly        | 144,15 |
| 03. | Deutschland | Michael Meziani   | 119,85 |
| 04. | Deutschland | Daniel Aminati    | 114,75 |
| 05. | Deutschland | Stefan Raab       | 104,40 |
| 06. | Deutschland | Fiona Erdmann     | 100,50 |
| 07. | Deutschland | Peter Imhof       | 099,90 |
| 08. | Deutschland | Marlene Lufen     | 096,45 |
| 09. | Deutschland | Alexandra Rietz   | 086,10 |
| 10. | Deutschland | Annabelle Mandeng | 063,60 |

| 1. | Deutschland        | Danny Ecker & Lars Börgeling                                                | 154,05 |
| 2. | Deutschland        | Britta Kamrau & Ilka Semmler                                                | 119,55 |
| 3. | Deutschland        | Kai Böcking & Norbert Dobeleit                                              | 117,00 |
| 4. | Deutschland        | Lars Niedereichholz & Ande Werner (Mundstuhl)                               | 079,50 |
| 5. | Deutschland Irland | Peter Imhof & Joey Kelly                                                    | 076,95 |
| 6. | Deutschland        | Klaas Heufer-Umlauf & Ben                                                   | 064,50 |
| 7. | Deutschland        | Anna Scharl & Cristina-Maria Stefanescu (Playboy Miss Oktober & Miss April) | 058,05 |
| 8. | Deutschland        | Stefan Raab & Elton                                                         | 046,80 |

Finale
| 1. | Irland      | Joey Kelly      | 97,65 |
| 2. | Deutschland | Britta Kamrau   | 85,50 |
| 3. | Deutschland | Michael Meziani | 77,70 |
| 4. | Deutschland | Daniel Aminati  | 61,50 |
| 5. | Deutschland | Stefan Raab     | 57,75 |

| 1. | Deutschland        | Kai Böcking & Norbert Dobeleit                | 72,00 |
| 2. | Deutschland        | Lars Börgeling & Danny Ecker                  | 67,20 |
| 3. | Deutschland        | Britta Kamrau & Ilka Semmler                  | 54,90 |
| 4. | Deutschland        | Lars Niedereichholz & Ande Werner (Mundstuhl) | 46,50 |
| 5. | Deutschland Irland | Peter Imhof & Joey Kelly                      | 44,25 |

## 2008
Der vierte Wettbewerb wurde am 18. Oktober 2008 erneut in der Olympia-Schwimmhalle in München ausgetragen. Im Einzelspringen war der Schauspieler Steffen Groth erfolgreich. Im Synchronspringen konnte sich Groth gemeinsam mit seiner Schauspielkollegin Wolke Hegenbarth gegen die Vorjahressieger Kai Böcking und Norbert Dobeleit durchsetzen.
Vorrunde
| Vorrunde Einzelspringen | Vorrunde Einzelspringen | Vorrunde Einzelspringen         | Vorrunde Einzelspringen | Vorrunde Einzelspringen | Vorrunde Einzelspringen |
| #                       | Land                    | Name                            | 1. Sprung               | 2. Sprung               | Gesamt                  |
| ----------------------- | ----------------------- | ------------------------------- | ----------------------- | ----------------------- | ----------------------- |
| 01.                     | Deutschland             | Fabian Hambüchen                | 96,60                   | 103,95                  | 200,55                  |
| 02.                     | Deutschland             | Steffen Groth                   | 88,20                   | 86,10                   | 174,30                  |
| 03.                     | Irland                  | Joey Kelly                      | 50,40                   | 90,00                   | 140,40                  |
| 04.                     | Deutschland             | Alexandra Rietz                 | 64,80                   | 56,70                   | 121,50                  |
| 05.                     | Turkei                  | Bülent Ceylan                   | 42,30                   | 76,65                   | 118,95                  |
| 06.                     | Deutschland             | Stefan Raab                     | 46,80                   | 40,50                   | 087,30                  |
| 07.                     | Niederlande             | Marie-José van der Kolk (Loona) | 51,30                   | 34,80                   | 086,10                  |
| 08.                     | Deutschland             | Fiona Erdmann                   | 32,25                   | 42,00                   | 074,25                  |
| 09.                     | Deutschland             | Ben                             | 52,50                   | 21,00                   | 073,50                  |
| 10.                     | Deutschland             | Daniel Aminati                  | 43,50                   | 24,15                   | 067,65                  |

| Vorrunde Synchronspringen | Vorrunde Synchronspringen | Vorrunde Synchronspringen                                       | Vorrunde Synchronspringen | Vorrunde Synchronspringen | Vorrunde Synchronspringen |
| #                         | Land                      | Name                                                            | 1. Sprung                 | 2. Sprung                 | Gesamt                    |
| ------------------------- | ------------------------- | --------------------------------------------------------------- | ------------------------- | ------------------------- | ------------------------- |
| 01.                       | Deutschland               | Kai Böcking & Norbert Dobeleit                                  | 72,00                     | 55,80                     | 127,80                    |
| 02.                       | Deutschland               | Wolke Hegenbarth & Steffen Groth                                | 70,20                     | 54,00                     | 124,40                    |
| 03.                       | Deutschland Irland        | Peter Imhof & Joey Kelly                                        | 72,00                     | 45,60                     | 117,60                    |
| 04.                       | Deutschland               | Stefan Raab & Elton                                             | 62,10                     | 53,10                     | 115,20                    |
| 05.                       | Deutschland               | Michael Meziani & Daniel Aminati                                | 57,60                     | 40,20                     | 097,80                    |
| 06.                       | Deutschland               | Lars Niedereichholz & Ande Werner (Mundstuhl)                   | 39,00                     | 44,25                     | 083,25                    |
| 07.                       | Deutschland               | Sara Goller & Petra Niemann                                     | 41,25                     | 40,50                     | 081,75                    |
| 08.                       | Deutschland               | Magdalena Sierka & Doreen Seidel (Playboy Miss März & Miss Mai) | 42,60                     | 36,75                     | 079,35                    |
| 09.                       | Deutschland               | Christine Theiss & Sebastian Zbik                               | 37,80                     | 36,90                     | 074,70                    |
| 10.                       | Deutschland               | Dominic Saleh-Zaki & Liza Li                                    | 43,50                     | 28,35                     | 071,85                    |

Finale
| 1. | Deutschland | Steffen Groth    | 108,00 |
| 2. | Irland      | Joey Kelly       | 098,40 |
| 3. | Deutschland | Alexandra Rietz  | 080,10 |
| 4. | Deutschland | Fabian Hambüchen | 071,55 |
| 5. | Turkei      | Bülent Ceylan    | 061,95 |

| 1. | Deutschland        | Wolke Hegenbarth & Steffen Groth | 70,20 |
| 2. | Deutschland        | Kai Böcking & Norbert Dobeleit   | 68,40 |
| 3. | Deutschland Irland | Peter Imhof & Joey Kelly         | 66,60 |
| 4. | Deutschland        | Stefan Raab & Elton              | 62,10 |
| 5. | Deutschland        | Michael Meziani & Daniel Aminati | 50,40 |

## 2009
Der fünfte Wettbewerb fand am 28. November 2009 wieder in der Olympia-Schwimmhalle in München statt. Sieger im Einzelspringen wurde der Turner Fabian Hambüchen, im Synchronspringen konnte sich Joey Kelly gemeinsam mit Peter Imhof durchsetzen.
Vorrunde
| Vorrunde Einzelspringen | Vorrunde Einzelspringen | Vorrunde Einzelspringen | Vorrunde Einzelspringen | Vorrunde Einzelspringen | Vorrunde Einzelspringen |
| #                       | Land                    | Name                    | 1. Sprung               | 2. Sprung               | Gesamt                  |
| ----------------------- | ----------------------- | ----------------------- | ----------------------- | ----------------------- | ----------------------- |
| 01.                     | Deutschland             | Fabian Hambüchen        | 112,05                  | 112,05                  | 224,10                  |
| 02.                     | Deutschland             | Steffen Groth           | 108,00                  | 90,00                   | 198,00                  |
| 03.                     | Deutschland             | Britta Kamrau           | 60,90                   | 86,10                   | 147,00                  |
| 04.                     | Irland                  | Joey Kelly              | 67,20                   | 63,00                   | 130,20                  |
| 05.                     | Deutschland             | Alexandra Rietz         | 63,00                   | 63,90                   | 126,90                  |
| 06.                     | Deutschland             | Stefan Raab             | 49,50                   | 56,70                   | 106,20                  |
| 07.                     | Deutschland             | Daniel Aminati          | 70,20                   | 26,40                   | 096,60                  |
| 08.                     | Deutschland             | Tobias Schenke          | 35,25                   | 33,75                   | 069,00                  |
| 09.                     | Deutschland             | Rhea Harder             | 23,85                   | 40,50                   | 064,35                  |

| Vorrunde Synchronspringen | Vorrunde Synchronspringen | Vorrunde Synchronspringen                                            | Vorrunde Synchronspringen | Vorrunde Synchronspringen | Vorrunde Synchronspringen |
| #                         | Land                      | Name                                                                 | 1. Sprung                 | 2. Sprung                 | Gesamt                    |
| ------------------------- | ------------------------- | -------------------------------------------------------------------- | ------------------------- | ------------------------- | ------------------------- |
| 01.                       | Schweiz Deutschland       | Patrick Nuo & Steffen Groth                                          | 59,40                     | 74,55                     | 133,95                    |
| 02.                       | Deutschland Irland        | Peter Imhof & Joey Kelly                                             | 81,90                     | 49,20                     | 131,10                    |
| 03.                       | Deutschland               | Norbert Dobeleit & Kai Böcking                                       | 63,00                     | 65,70                     | 128,70                    |
| 04.                       | Deutschland               | Britta Kamrau & Ilka Semmler                                         | 59,40                     | 64,80                     | 124,20                    |
| 05.                       | Deutschland               | Stefan Raab & Elton                                                  | 48,60                     | 39,60                     | 088,20                    |
| 06.                       | Deutschland               | Klaas Heufer-Umlauf & Ben                                            | 45,00                     | 33,75                     | 078,75                    |
| 07.                       | Deutschland               | Lars Niedereichholz & Ande Werner (Mundstuhl)                        | 35,25                     | 39,75                     | 075,00                    |
| 08.                       | Niederlande Deutschland   | Tialda & Hadnet                                                      | 31,05                     | 41,25                     | 072,30                    |
| 09.                       | Deutschland               | Margerita Waldmann & Michaela Grauke (Playboy Miss März & Miss Juli) | 25,20                     | 24,75                     | 049,95                    |
| 10.                       | Deutschland Brasilien     | Leo & Gabby (Queensberry)                                            | 24,75                     | 22,20                     | 046,95                    |

Finale
| 1. | Deutschland | Fabian Hambüchen | 123,75 |
| 2. | Deutschland | Steffen Groth    | 105,60 |
| 3. | Irland      | Joey Kelly       | 085,20 |
| 4. | Deutschland | Britta Kamrau    | 077,70 |
| 5. | Deutschland | Alexandra Rietz  | 056,70 |

| 1. | Deutschland Irland  | Peter Imhof & Joey Kelly       | 77,70 |
| 2. | Schweiz Deutschland | Patrick Nuo & Steffen Groth    | 75,60 |
| 3. | Deutschland         | Britta Kamrau & Ilka Semmler   | 71,10 |
| 4. | Deutschland         | Stefan Raab & Elton            | 62,10 |
| 5. | Deutschland         | Norbert Dobeleit & Kai Böcking | 60,30 |

## 2010
Der sechste Wettbewerb fand am 27. November 2010 und damit zum fünften Mal in der Olympia-Schwimmhalle in München statt. Gold im Einzelspringen holte die Schauspielerin Alexandra Rietz vor Fabian Hambüchen. Im Synchronspringen gewannen die Beachvolleyballspielerin Ilka Semmler und das Model Miriam Höller.
Vorrunde
| Vorrunde Einzelspringen | Vorrunde Einzelspringen | Vorrunde Einzelspringen | Vorrunde Einzelspringen | Vorrunde Einzelspringen | Vorrunde Einzelspringen |
| #                       | Land                    | Name                    | 1. Sprung               | 2. Sprung               | Gesamt                  |
| ----------------------- | ----------------------- | ----------------------- | ----------------------- | ----------------------- | ----------------------- |
| 01.                     | Deutschland             | Fabian Hambüchen        | 94,50                   | 123,85                  | 208,35                  |
| 02.                     | Deutschland             | Daniel Aminati          | 88,80                   | 93,15                   | 181,95                  |
| 03.                     | Deutschland             | Tim Lobinger            | 84,00                   | 91,00                   | 175,80                  |
| 04.                     | Deutschland             | Alexandra Rietz         | 69,30                   | 75,60                   | 144,90                  |
| 05.                     | Deutschland             | Lisa Ryzih              | 70,20                   | 60,30                   | 130,50                  |
| 06.                     | Irland                  | Joey Kelly              | 58,50                   | 67,20                   | 125,70                  |
| 07.                     | Deutschland             | Miriam Höller           | 71,40                   | 46,20                   | 117,60                  |
| 08.                     | Deutschland             | Stefan Raab             | 54,90                   | 59,40                   | 114,30                  |
| 09.                     | Bulgarien               | Lucy Diakovska          | 69,30                   | 36,00                   | 105,30                  |
| 10.                     | Deutschland             | Rolf Scheider           | 19,35                   | 35,25                   | 054,60                  |

| Vorrunde Synchronspringen | Vorrunde Synchronspringen | Vorrunde Synchronspringen                                             | Vorrunde Synchronspringen | Vorrunde Synchronspringen | Vorrunde Synchronspringen |
| #                         | Land                      | Name                                                                  | 1. Sprung                 | 2. Sprung                 | Gesamt                    |
| ------------------------- | ------------------------- | --------------------------------------------------------------------- | ------------------------- | ------------------------- | ------------------------- |
| 01.                       | Deutschland Irland        | Peter Imhof & Joey Kelly                                              | 75,60                     | 63,00                     | 138,60                    |
| 02.                       | Deutschland               | Ilka Semmler & Miriam Höller                                          | 66,60                     | 71,10                     | 137,70                    |
| 03.                       | Deutschland               | Jo Weil & Thore Schölermann                                           | 45,00                     | 54,75                     | 099,75                    |
| 04.                       | Deutschland               | Stefan Raab & Elton                                                   | 46,80                     | 48,60                     | 095,40                    |
| 05.                       | Deutschland               | Jennifer Oeser & Lisa Ryzih                                           | 39,75                     | 47,40                     | 087,15                    |
| 06.                       | Deutschland               | Daniel Wiemer & Steven Gätjen                                         | 46,20                     | 33,75                     | 079,95                    |
| 07.                       | Deutschland               | Lars Niedereichholz & Ande Werner (Mundstuhl)                         | 37,50                     | 25,50                     | 063,00                    |
| 08.                       | Deutschland               | Hadnet Tesfai & Ina Menzer                                            | 21,60                     | 40,50                     | 062,10                    |
| 09.                       | Deutschland               | Julia Schober & Margerita Waldmann (Playboy Miss März & Miss Oktober) | 22,95                     | 33,75                     | 056,70                    |
| 10.                       | Deutschland               | Bürger Lars Dietrich & Ben                                            | 20,25                     | 30,60                     | 050,85                    |

Finale
| 1. | Deutschland | Alexandra Rietz  | 90,30 |
| 2. | Deutschland | Fabian Hambüchen | 87,75 |
| 3. | Deutschland | Daniel Aminati   | 83,70 |
| 4. | Deutschland | Tim Lobinger     | 59,40 |
| 5. | Deutschland | Lisa Ryzih       | 51,30 |

| 1. | Deutschland        | Ilka Semmler & Miriam Höller | 69,30 |
| 2. | Deutschland Irland | Peter Imhof & Joey Kelly     | 67,20 |
| 3. | Deutschland        | Jennifer Oeser & Lisa Ryzih  | 62,25 |
| 4. | Deutschland        | Jo Weil & Thore Schölermann  | 48,00 |
| 5. | Deutschland        | Stefan Raab & Elton          | 36,00 |

## 2011
Der siebte Wettbewerb fand am 12. November 2011 und abermals in der Münchener Olympia-Schwimmhalle statt. Die Moderation übernahmen Steven Gätjen, Sonya Kraus und Olaf Schubert. Für musikalische Unterhaltung sorgten Aura Dione, Snow Patrol und Marius Müller-Westernhagen. Sieger im Einzelspringen war Fabian Hambüchen. Auch im Synchronspringen konnte Fabian Hambüchen mit Beachvolleyballspieler Jonas Reckermann als Partner die Goldmedaille gewinnen.
Vorrunde
| Vorrunde Einzelspringen | Vorrunde Einzelspringen | Vorrunde Einzelspringen | Vorrunde Einzelspringen | Vorrunde Einzelspringen | Vorrunde Einzelspringen |
| #                       | Land                    | Name                    | 1. Sprung               | 2. Sprung               | Gesamt                  |
| ----------------------- | ----------------------- | ----------------------- | ----------------------- | ----------------------- | ----------------------- |
| 01.                     | Deutschland             | Daniel Aminati          | 93,15                   | 100,80                  | 193,95                  |
| 02.                     | Deutschland             | Fabian Hambüchen        | 73,20                   | 96,60                   | 169,80                  |
| 03.                     | Schweiz                 | Patrick Nuo             | 73,50                   | 90,25                   | 163,75                  |
| 04.                     | Irland                  | Joey Kelly              | 63,90                   | 66,60                   | 130,50                  |
| 05.                     | Deutschland             | Annica Hansen           | 62,10                   | 32,40                   | 094,50                  |
| 06.                     | Deutschland             | Daniel Wiemer           | 35,40                   | 51,75                   | 087,15                  |
| 07.                     | Deutschland             | Stefan Raab             | 56,70                   | 29,70                   | 086,40                  |
| 08.                     | Deutschland             | Rebecca Mir             | 43,20                   | 35,25                   | 078,45                  |
| 09.                     | Deutschland             | Thomas Godoj            | 44,25                   | 29,70                   | 073,95                  |
| 10.                     | Kuba                    | Jorge Gonzalez          | 36,75                   | 23,40                   | 060,15                  |
| 11.                     | Deutschland             | Peer Kusmagk            | 36,75                   | 13,20                   | 049,95                  |
| 12.                     | Deutschland             | Marco Huck              | 24,00                   | 16,20                   | 040,20                  |

| Vorrunde Synchronspringen | Vorrunde Synchronspringen | Vorrunde Synchronspringen                                                 | Vorrunde Synchronspringen | Vorrunde Synchronspringen | Vorrunde Synchronspringen |
| #                         | Land                      | Name                                                                      | 1. Sprung                 | 2. Sprung                 | Gesamt                    |
| ------------------------- | ------------------------- | ------------------------------------------------------------------------- | ------------------------- | ------------------------- | ------------------------- |
| 1.                        | Irland Deutschland        | Joey Kelly & Peter Imhof                                                  | 64,50                     | 81,90                     | 146,40                    |
| 2.                        | Deutschland               | Britta Kamrau & Ilka Semmler                                              | 56,70                     | 71,10                     | 127,80                    |
| 3.                        | Deutschland               | Jonas Reckermann & Fabian Hambüchen                                       | 54,00                     | 57,75                     | 111,75                    |
| 4.                        | Deutschland               | Eugen Flittner & Kevin Dollerschell (The Black Pony)                      | 44,25                     | 62,10                     | 106,35                    |
| 5.                        | Deutschland               | Stefan Raab & Elton                                                       | 39,75                     | 46,80                     | 086,55                    |
| 6.                        | Deutschland               | Rebecca Mir & Ronja Hilbig (Queensberry)                                  | 31,80                     | 48,00                     | 079,80                    |
| 7.                        | Deutschland               | Jo Weil & Thore Schölermann                                               | 54,00                     | 22,50                     | 076,50                    |
| 8.                        | Deutschland               | Lars Niedereichholz & Ande Werner (Mundstuhl)                             | 29,25                     | 34,50                     | 063,75                    |
| 9.                        | Osterreich Deutschland    | Dominique Regatschnig & Daniela Sudau (Playboy Miss März & Miss November) | 18,00                     | 34,50                     | 052,50                    |

Finale
| 1. | Deutschland | Fabian Hambüchen | 121,50 |
| 2. | Deutschland | Daniel Aminati   | 108,00 |
| 3. | Schweiz     | Patrick Nuo      | 087,75 |
| 4. | Deutschland | Annica Hansen    | 071,10 |
| 5. | Irland      | Joey Kelly       | 054,60 |

| 1. | Deutschland        | Fabian Hambüchen & Jonas Reckermann                  | 63,00 |
| 2. | Deutschland        | Stefan Raab & Elton                                  | 60,30 |
| 3. | Irland Deutschland | Joey Kelly & Peter Imhof                             | 57,60 |
| 4. | Deutschland        | Britta Kamrau & Ilka Semmler                         | 53,10 |
| 5. | Deutschland        | Eugen Flittner & Kevin Dollerschell (The Black Pony) | 49,50 |

## 2012
Der achte Wettbewerb wurde am 24. November 2012 erneut in der Olympia-Schwimmhalle in München ausgetragen. Bei den Proben verletzte sich Stephen Dürr und musste intensivmedizinisch behandelt werden. Im Einzelspringen gewann Annabelle Mandeng, im Synchronspringen waren Raphael Holzdeppe und Björn Otto erfolgreich.
Vorrunde
| Vorrunde Einzelspringen | Vorrunde Einzelspringen | Vorrunde Einzelspringen | Vorrunde Einzelspringen | Vorrunde Einzelspringen | Vorrunde Einzelspringen |
| #                       | Land                    | Name                    | 1. Sprung               | 2. Sprung               | Gesamt                  |
| ----------------------- | ----------------------- | ----------------------- | ----------------------- | ----------------------- | ----------------------- |
| 01.                     | Deutschland             | Fabian Hambüchen        | 94,50                   | 153,45                  | 247,95                  |
| 02.                     | Deutschland             | Ronja Hilbig            | 58,50                   | 72,45                   | 130,95                  |
| 03.                     | Deutschland             | Annabelle Mandeng       | 42,30                   | 70,35                   | 112,65                  |
| 04.                     | Vereinigte Staaten      | B-Tight                 | 69,30                   | 75,60                   | 144,90                  |
| 05.                     | Deutschland             | Amelie Klever           | 60,75                   | 41,40                   | 102,15                  |
| 06.                     | Deutschland             | Stefan Raab             | 58,50                   | 67,20                   | 090,00                  |
| 07.                     | Deutschland             | Sebastian Deyle         | 42,00                   | 44,10                   | 086,10                  |
| 08.                     | Deutschland             | Tom Beck                | 42,75                   | 40,95                   | 083,70                  |
| 09.                     | Deutschland             | Raphael Holzdeppe       | 54,00                   | 29,40                   | 083,40                  |
| 10.                     | Deutschland             | Micaela Schäfer         | 31,80                   | 26,25                   | 058,05                  |
| 11.                     | Deutschland             | Annica Hansen           | 36,00                   | 20,40                   | 056,40                  |
| 12.                     | Brasilien               | Fernanda Brandao        | 23,85                   | 14,40                   | 038,25                  |

| Vorrunde Synchronspringen | Vorrunde Synchronspringen | Vorrunde Synchronspringen                                           | Vorrunde Synchronspringen | Vorrunde Synchronspringen | Vorrunde Synchronspringen |
| #                         | Land                      | Name                                                                | 1. Sprung                 | 2. Sprung                 | Gesamt                    |
| ------------------------- | ------------------------- | ------------------------------------------------------------------- | ------------------------- | ------------------------- | ------------------------- |
| 01.                       | Irland Deutschland        | Joey Kelly & Peter Imhof                                            | 56,25                     | 68,40                     | 124,65                    |
| 02.                       | Deutschland               | Ilka Semmler & Annabelle Mandeng                                    | 66,60                     | 71,10                     | 137,70                    |
| 03.                       | Deutschland               | Ronja Hilbig & Jo Weil                                              | 45,00                     | 54,75                     | 099,75                    |
| 04.                       | Deutschland               | Lars Niedereichholz & Ande Werner (Mundstuhl)                       | 56,70                     | 49,50                     | 0106,20                   |
| 05.                       | Deutschland               | Raphael Holzdeppe & Björn Otto                                      | 64,05                     | 38,40                     | 102,45                    |
| 06.                       | Deutschland               | Franzy Balfanz & Margerita Waldmann (Playboy Miss Juli & Miss März) | 48,00                     | 32,40                     | 080,40                    |
| 07.                       | Deutschland               | Amelie Klever & Annica Hansen                                       | 50,40                     | 28,80                     | 079,20                    |
| 08.                       | Deutschland               | Stefan Raab & Elton                                                 | 45,90                     | 24,30                     | 070,20                    |

Finale
| 1. | Deutschland        | Annabelle Mandeng | 86,10 |
| 2. | Vereinigte Staaten | B-Tight           | 81,60 |
| 3. | Deutschland        | Ronja Hilbig      | 75,60 |
| 4. | Deutschland        | Fabian Hambüchen  | 62,10 |
| 5. | Deutschland        | Amelie Klever     | 61,20 |
| 6. | Deutschland        | Stefan Raab       | 47,70 |

| 1. | Deutschland        | Raphael Holzdeppe & Björn Otto                | 70,80 |
| 2. | Deutschland        | Ilka Semmler & Annabelle Mandeng              | 57,60 |
| 3. | Deutschland        | Ronja Hilbig & Jo Weil                        | 56,70 |
| 3. | Irland Deutschland | Joey Kelly & Peter Imhof                      | 56,70 |
| 5. | Deutschland        | Lars Niedereichholz & Ande Werner (Mundstuhl) | 50,40 |

## 2013
Der neunte Wettbewerb wurde am 23. November 2013 abermals in der Münchener Olympia-Schwimmhalle ausgetragen. Bei diesem Springen gab es die Regeländerung, dass die beiden Letztplatzierten des ersten Sprungs nicht mehr zum zweiten Sprung antreten durften.
Beim Abschlusstraining am 22. November 2013 brach sich der TV-Koch Andreas Schweiger das Nasenbein, als er es beim Eintauchen mit seinem Knie berührte.
Showacts waren James Blunt mit Bonfire Heart, die Backstreet Boys mit In a World Like This und Family of the Year mit Hero. Amelie Klever trat als Ersatz für den verletzten Andreas Schweiger im Synchronspringen mit Ben an. Ihr ursprünglich geplanter Synchronsprung mit Britta Heidemann wurde gestrichen. Steffen Groth war Sieger im Einzelspringen und zusammen mit Annabelle Mandeng auch im Synchronspringen.
Vorrunde
| Vorrunde Einzelspringen | Vorrunde Einzelspringen | Vorrunde Einzelspringen | Vorrunde Einzelspringen | Vorrunde Einzelspringen | Vorrunde Einzelspringen |
| #                       | Land                    | Name                    | 1. Sprung               | 2. Sprung               | Gesamt                  |
| ----------------------- | ----------------------- | ----------------------- | ----------------------- | ----------------------- | ----------------------- |
| 01.                     | Deutschland             | Steffen Groth           | 118,25                  | 115,50                  | 233,75                  |
| 02.                     | Deutschland             | Fabian Hambüchen        | 096,25                  | 107,25                  | 203,50                  |
| 03.                     | Deutschland             | Annabelle Mandeng       | 087,50                  | 080,00                  | 167,50                  |
| 04.                     | Deutschland             | Daniel Aminati          | 112,50                  | 054,00                  | 166,50                  |
| 05.                     | Vereinigte Staaten      | B-Tight                 | 069,75                  | 078,50                  | 148,25                  |
| 06.                     | Kanada                  | Luke Mockridge          | 096,00                  | 048,00                  | 144,00                  |
| 07.                     | Deutschland             | Amelie Klever           | 066,00                  | 054,00                  | 120,00                  |
| 08.                     | Deutschland             | Britta Heidemann        | 061,50                  | 044,00                  | 105,50                  |
| 09.                     | Deutschland             | Stefan Raab             | 055,50                  | 039,00                  | 094,50                  |
| 10.                     | Deutschland             | Annica Hansen           | 045,00                  | 031,25                  | 076,25                  |
| 11.                     | Irland                  | Joey Kelly              | 036,00                  | –                       | 036,00                  |
| 12.                     | Deutschland             | Alena Gerber            | 019,00                  | –                       | 019,00                  |

| Vorrunde Synchronspringen | Vorrunde Synchronspringen | Vorrunde Synchronspringen                                             | Vorrunde Synchronspringen | Vorrunde Synchronspringen | Vorrunde Synchronspringen |
| #                         | Land                      | Name                                                                  | 1. Sprung                 | 2. Sprung                 | Gesamt                    |
| ------------------------- | ------------------------- | --------------------------------------------------------------------- | ------------------------- | ------------------------- | ------------------------- |
| 1.                        | Deutschland               | Annabelle Mandeng & Steffen Groth                                     | 82,25                     | 66,50                     | 148,75                    |
| 2.                        | Deutschland               | Fabian Hambüchen & Jonas Reckermann                                   | 63,00                     | 76,50                     | 139,50                    |
| 3.                        | Deutschland               | Ronja Hilbig & Patric Heizmann                                        | 64,75                     | 55,50                     | 120,25                    |
| 4.                        | Irland Deutschland        | Joey Kelly & Peter Imhof                                              | 54,00                     | 58,75                     | 112,75                    |
| 5.                        | Deutschland               | Lars Niedereichholz & Ande Werner (Mundstuhl)                         | 50,00                     | 55,50                     | 105,50                    |
| 6.                        | Deutschland               | Stefan Raab & Elton                                                   | 43,50                     | 45,00                     | 088,50                    |
| 7.                        | Deutschland               | Ben & Amelie Klever                                                   | 21,00                     | –                         | 021,00                    |
| 8.                        | Deutschland               | Verena Stangl & Victoria Paschold (Playboy Miss Juni & Miss November) | 019,00                    | –                         | 19,00                     |

Finale
| 1. | Deutschland | Steffen Groth     | 121,00 |
| 2. | Deutschland | Fabian Hambüchen  | 110,25 |
| 3. | Deutschland | Daniel Aminati    | 074,25 |
| 4. | Deutschland | Annabelle Mandeng | 062,00 |

| 1. | Deutschland        | Annabelle Mandeng & Steffen Groth   | 70,00 |
| 2. | Deutschland        | Ronja Hilbig & Patric Heizmann      | 68,25 |
| 3. | Deutschland        | Fabian Hambüchen & Jonas Reckermann | 58,50 |
| 4. | Irland Deutschland | Joey Kelly & Peter Imhof            | 57,00 |

## 2014
Beim zehnten TV total Turmspringen durften wie schon 2013 die beiden Letztplatzierten des ersten Sprungs nicht mehr zum zweiten Sprung antreten.
Es traten anders als sonst keine Künstler auf, dafür fand die Qualifikation für den ARAG-20.000-Euro-Wurf statt.
Beim zweiten Sprung von Stefan Raab und Elton sprang zunächst nur Raab. Kommentator Ron Ringguth legte Elton dann in seiner Kommentierung nahe, sich über ein vermeintliches Blitzlicht zu beschweren. In solchen Fällen darf ein Sprung nämlich wiederholt werden. Die Jury gab den beiden daraufhin eine zweite Chance und ihr Sprung beförderte sie auf Platz 3.
Sieger wurden Miss Ronja sowie Annabelle Mandeng & Miss Ronja.
Vorrunde
| Vorrunde Einzelspringen | Vorrunde Einzelspringen | Vorrunde Einzelspringen    | Vorrunde Einzelspringen | Vorrunde Einzelspringen | Vorrunde Einzelspringen |
| #                       | Land                    | Name                       | 1. Sprung               | 2. Sprung               | Gesamt                  |
| ----------------------- | ----------------------- | -------------------------- | ----------------------- | ----------------------- | ----------------------- |
| 01.                     | Deutschland             | Miss Ronja                 | 92,00                   | 76,00                   | 168,00                  |
| 02.                     | Deutschland             | Annabelle Mandeng          | 82,25                   | 80,50                   | 162,75                  |
| 03.                     | Deutschland             | Markus Rehm                | 70,00                   | 92,00                   | 162,00                  |
| 04.                     | Kanada                  | Luke Mockridge             | 80,00                   | 76,00                   | 156,00                  |
| 05.                     | Deutschland             | Stefan Raab                | 46,50                   | 46,50                   | 093,00                  |
| 06.                     | Deutschland             | (Andre Schiebler) ApeCrime | 64,75                   | 26,25                   | 091,00                  |
| 07.                     | Deutschland             | Annica Hansen              | 64,50                   | 23,75                   | 088,25                  |
| 08.                     | Deutschland             | Felix von Jascheroff       | 53,75                   | 32,50                   | 086,25                  |
| 09.                     | Deutschland             | Vanessa Meisinger          | 33,75                   | –                       | 033,75                  |
| 10.                     | Deutschland             | Robin Szolkowy             | 32,50                   | –                       | 032,50                  |

| Vorrunde Synchronspringen | Vorrunde Synchronspringen | Vorrunde Synchronspringen                                          | Vorrunde Synchronspringen | Vorrunde Synchronspringen | Vorrunde Synchronspringen |
| #                         | Land                      | Name                                                               | 1. Sprung                 | 2. Sprung                 | Gesamt                    |
| ------------------------- | ------------------------- | ------------------------------------------------------------------ | ------------------------- | ------------------------- | ------------------------- |
| 01.                       | Deutschland               | Annabelle Mandeng & Miss Ronja                                     | 70,00                     | 87,50                     | 157,50                    |
| 02.                       | Irland Deutschland        | Joey Kelly & Peter Imhof                                           | 58,75                     | 63,00                     | 112,75                    |
| 03.                       | Deutschland               | Stefan Raab & Elton                                                | 54,00                     | 54,00                     | 108,00                    |
| 04.                       | Deutschland Schweiz       | Marc Barthel & Sascha Pederiva                                     | 46,25                     | 60,00                     | 106,25                    |
| 05.                       | Deutschland Kanada        | Jonas Reckermann & Luke Mockridge                                  | 57,75                     | 45,50                     | 103,25                    |
| 06.                       | Deutschland               | Lars Niedereichholz & Ande Werner (Mundstuhl)                      | 50,00                     | 52,50                     | 102,50                    |
| 07.                       | Italien Elfenbeinküste    | Pietro Lombardi & Simon Desue                                      | 45,00                     | 41,00                     | 086,00                    |
| 08.                       | Deutschland Schweiz       | Nicole Valenzuela & Alexandra Maurer (Joiz Germany)                | 44,00                     | 21,75                     | 065,75                    |
| 09.                       | Deutschland               | Denise Cotte & Delfina Aziri (Playboy Miss Oktober & Miss Februar) | 36,00                     | –                         | 036,00                    |
| 10.                       | Deutschland               | Stefanie Giesinger & Betty Taube                                   | 28,00                     | –                         | 028,00                    |

Finale
| 1. | Deutschland | Miss Ronja        | 120,00 |
| 2. | Kanada      | Luke Mockridge    | 087,75 |
| 3. | Deutschland | Markus Rehm       | 084,00 |
| 4. | Deutschland | Annabelle Mandeng | 072,00 |

| 1. | Deutschland         | Annabelle Mandeng & Miss Ronja | 78,75 |
| 2. | Irland Deutschland  | Joey Kelly & Peter Imhof       | 76,50 |
| 3. | Deutschland Schweiz | Marc Barthel & Sascha Pederiva | 66,00 |
| 4. | Deutschland         | Stefan Raab & Elton            | 58,50 |

## 2015
Das elfte TV total Turmspringen fand am 28. November 2015, wie in den letzten Jahren auch, in der Münchner Olympia-Schwimmhalle statt. Moderiert wurde das Event 2015 von Steven Gätjen, Sophia Thomalla und Frank Buschmann. Dies war der erste Einsatz von Buschmann in einer Nicht-Kommentatoren-Funktion. Ron Ringguth fungierte erneut als Kommentator.
Vorrunde
| Vorrunde Einzelspringen | Vorrunde Einzelspringen | Vorrunde Einzelspringen | Vorrunde Einzelspringen | Vorrunde Einzelspringen | Vorrunde Einzelspringen |
| #                       | Land                    | Name                    | 1. Sprung               | 2. Sprung               | Gesamt                  |
| ----------------------- | ----------------------- | ----------------------- | ----------------------- | ----------------------- | ----------------------- |
| 01.                     | Deutschland             | Daniel Aminati          | 112,50                  | 68,00                   | 180,50                  |
| 02.                     | Deutschland             | Ronja Hilbig            | 78,00                   | 90,00                   | 168,00                  |
| 03.                     | Deutschland             | Markus Rehm             | 86,00                   | 60,75                   | 146,75                  |
| 04.                     | Deutschland             | Marcel Nguyen           | 67,50                   | 69,00                   | 136,50                  |
| 05.                     | Deutschland             | Annabelle Mandeng       | 68,25                   | 66,00                   | 134,25                  |
| 06.                     | Deutschland             | Paul Janke              | 55,50                   | 56,00                   | 111,50                  |
| 07.                     | Deutschland             | Stefan Raab             | 49,50                   | 28,75                   | 078,25                  |
| 08.                     | Afghanistan             | Faisal Kawusi           | 53,75                   | 24,00                   | 077,75                  |
| 09.                     | Deutschland             | Annica Hansen           | 57,00                   | 9,00                    | 066,00                  |
| 10.                     | Deutschland             | Vanessa Meisinger       | 47,50                   | –                       | 047,50                  |
| 11.                     | Irland                  | Joey Kelly              | 34,50                   | –                       | 034,50                  |

| Vorrunde Synchronspringen | Vorrunde Synchronspringen | Vorrunde Synchronspringen                                          | Vorrunde Synchronspringen | Vorrunde Synchronspringen | Vorrunde Synchronspringen |
| #                         | Land                      | Name                                                               | 1. Sprung                 | 2. Sprung                 | Gesamt                    |
| ------------------------- | ------------------------- | ------------------------------------------------------------------ | ------------------------- | ------------------------- | ------------------------- |
| 01.                       | Deutschland               | Jonas Reckermann & Markus Rehm                                     | 98,00                     | 69,00                     | 167,00                    |
| 02.                       | Irland Deutschland        | Joey Kelly & Peter Imhof                                           | 72,00                     | 65,00                     | 137,00                    |
| 03.                       | Deutschland               | Annabelle Mandeng & Ronja Hilbig                                   | 56,00                     | 78,75                     | 134,75                    |
| 04.                       | Deutschland               | Stefan Raab & Elton                                                | 49,50                     | 63,00                     | 112,50                    |
| 05.                       | Deutschland               | Lars Niedereichholz & Ande Werner (Mundstuhl)                      | 63,00                     | 41,25                     | 104,25                    |
| 06.                       | Deutschland               | Marlen Neuenschwander & Ruth Hofmann                               | 46,25                     | 46,00                     | 092,25                    |
| 07.                       | Deutschland Osterreich    | Paul Janke & Daniel Köllerer                                       | 46,50                     | 38,00                     | 084,50                    |
| 08.                       | Deutschland               | Sophia Thiel & Nina Beeh                                           | 44,00                     | –                         | 044,00                    |
| 09.                       | Deutschland               | Laura Kaiser & Alica Büchel (Playboy Miss Dezember & Miss Februar) | 37,00                     | –                         | 037,00                    |

Finale
| 1. | Deutschland | Daniel Aminati | 119,25 |
| 2. | Deutschland | Marcel Nguyen  | 117,00 |
| 3. | Deutschland | Ronja Hilbig   | 096,00 |
| 4. | Deutschland | Markus Rehm    | 060,00 |

| 1. | Deutschland        | Jonas Reckermann & Markus Rehm   | 92,00 |
| 2. | Deutschland        | Annabelle Mandeng & Ronja Hilbig | 90,00 |
| 3. | Deutschland        | Stefan Raab & Elton              | 64,50 |
| 4. | Irland Deutschland | Joey Kelly & Peter Imhof         | 61,50 |

## 2024
Das zwölfte TV total Turmspringen fand am 21. September 2024 in der Schwimm- und Sprunghalle im Europasportpark (SSE), Berlin statt. Moderiert wurde das Event von Steven Gätjen und Viviane Geppert. Kommentator war erstmals Christian Straßburger.

Vorrunde
| Vorrunde Einzelspringen | Vorrunde Einzelspringen | Vorrunde Einzelspringen | Vorrunde Einzelspringen | Vorrunde Einzelspringen | Vorrunde Einzelspringen |
| #                       | Land                    | Name                    | 1. Sprung               | 2. Sprung               | Gesamt                  |
| ----------------------- | ----------------------- | ----------------------- | ----------------------- | ----------------------- | ----------------------- |
| 01.                     | Deutschland             | Marcel Nguyen           | 87,75                   | 90,00                   | 177,75                  |
| 02.                     | Deutschland             | Mimi Kraus              | 63,00                   | 66,00                   | 129,00                  |
| 03.                     | Deutschland             | Sebastian Pufpaff       | 60,00                   | 52,50                   | 112,50                  |
| 04.                     | Deutschland             | Kim Tränka              | 82,25                   | 21,00                   | 103,25                  |
| 05.                     | Deutschland             | Isabella Franke         | 64,50                   | 27,00                   | 101,50                  |
| 06.                     | Deutschland             | Sascha Mölders          | 31,25                   | 45,00                   | 76,25                   |
| 07.                     | Deutschland             | Luna Schweiger          | 27,00                   | 47,50                   | 074,50                  |
| 08.                     | Deutschland             | Linda Nobat             | 36,00                   | 18,75                   | 054,75                  |
| 09.                     | Deutschland             | Andreas Toba            | 21,00                   | –                       | 021,00                  |
| 09.                     | Deutschland             | Manfred Ludolf          | 21,00                   | –                       | 021,00                  |

| Vorrunde Synchronspringen | Vorrunde Synchronspringen | Vorrunde Synchronspringen                   | Vorrunde Synchronspringen | Vorrunde Synchronspringen | Vorrunde Synchronspringen |
| #                         | Land                      | Name                                        | 1. Sprung                 | 2. Sprung                 | Gesamt                    |
| ------------------------- | ------------------------- | ------------------------------------------- | ------------------------- | ------------------------- | ------------------------- |
| 01.                       | Deutschland               | Dr. Rick und Dr. Nick                       | 63,00                     | 67,50                     | 130,50                    |
| 02.                       | Schweiz Deutschland       | Adrian "Aditotoro" Vogt & Paul Luca Fischer | 67,50                     | 51,25                     | 118,75                    |
| 03.                       | Deutschland               | Sebastian Pufpaff & Simon Gosejohann        | 40,00                     | 41,25                     | 081,25                    |
| 04.                       | Deutschland               | Jeannie Wagner & Isabella Franke            | 40,00                     | 27,00                     | 067,00                    |
| 05.                       | Deutschland               | Lea Oude Engberink & Lucas Schwarze         | 32,00                     | 30,00                     | 062,00                    |
| 06.                       | Deutschland               | Yasin Mohamed & Tim Kühnel                  | 23,75                     | –                         | 23,75                     |
| 07.                       | Deutschland               | Maurice Dwizak & Cecilia Asoro              | 13,50                     | –                         | 013,50                    |

Finale
| 1. | Deutschland | Marcel Nguyen     | 101,75 |
| 2. | Deutschland | Mimi Kraus        | 090,00 |
| 3. | Deutschland | Sebastian Pufpaff | 056,25 |

| 1. | Deutschland         | Dr. Rick und Dr. Nick                       | 94,50 |
| 2. | Deutschland         | Sebastian Pufpaff & Simon Gosejohann        | 53,75 |
| 3. | Schweiz Deutschland | Adrian "Aditotoro" Vogt & Paul Luca Fischer | 51,00 |

## Medaillenspiegel

### Gesamt
Diese Wertung stellt pro Springer die Summe aus Einzel- und Synchronspringen dar – die ersten 16 (mindestens eine Goldmedaille und eine weitere Medaille):
| Platz | Land        | Athlet            | Gold | Silber | Bronze | Gesamt |
| ----- | ----------- | ----------------- | ---- | ------ | ------ | ------ |
| 01.   | Deutschland | Annabelle Mandeng | 4    | 3      | 0      | 7      |
| 02.   | Deutschland | Steffen Groth     | 4    | 2      | 0      | 6      |
| 03.   | Deutschland | Fabian Hambüchen  | 3    | 2      | 1      | 6      |
| 04.   | Deutschland | Lars Börgeling    | 3    | 1      | 0      | 4      |
| 05.   | Irland      | Joey Kelly        | 2    | 4      | 3      | 9      |
| 06.   | Deutschland | Ronja Hilbig      | 2    | 2      | 3      | 7      |
| 07.   | Deutschland | Danny Ecker       | 2    | 1      | 0      | 3      |
| 08.   | Deutschland | Jonas Reckermann  | 2    | 0      | 1      | 3      |
| 09.   | Deutschland | Peter Imhof       | 1    | 3      | 2      | 6      |
| 10.   | Deutschland | Kai Böcking       | 1    | 2      | 1      | 4      |
| 11.   | Deutschland | Norbert Dobeleit  | 1    | 2      | 0      | 3      |
| 12.   | Deutschland | Ilka Semmler      | 1    | 1      | 2      | 4      |
| 12.   | Deutschland | Daniel Aminati    | 1    | 1      | 2      | 4      |
| 14.   | Deutschland | Marcel Nguyen     | 1    | 1      | 0      | 2      |
| 15.   | Deutschland | Markus Rehm       | 1    | 0      | 1      | 2      |
| 15.   | Deutschland | Alexandra Rietz   | 1    | 0      | 1      | 2      |

Dazu kommen noch mindestens 30 weitere Springer, die bisher mindestens eine Medaille erringen konnten. 

### Einzelspringen
Stand: 28. November 2015
Diese Wertung stellt pro Springer die Einzelspringen dar – die ersten Zehn (mindestens eine Goldmedaille):
| Platz | Land        | Athlet            | Gold | Silber | Bronze | Gesamt |
| ----- | ----------- | ----------------- | ---- | ------ | ------ | ------ |
| 01.   | Deutschland | Fabian Hambüchen  | 2    | 2      | 0      | 4      |
| 02.   | Deutschland | Steffen Groth     | 2    | 1      | 0      | 3      |
| 03.   | Deutschland | Daniel Aminati    | 1    | 1      | 2      | 4      |
| 04.   | Irland      | Joey Kelly        | 1    | 1      | 1      | 3      |
| 05.   | Deutschland | Annabelle Mandeng | 1    | 1      | 0      | 2      |
| 05.   | Deutschland | Marcel Nguyen     | 1    | 1      | 0      | 2      |
| 07.   | Deutschland | Ronja Hilbig      | 1    | 0      | 2      | 3      |
| 08.   | Deutschland | Alexandra Rietz   | 1    | 0      | 1      | 2      |
| 09.   | Deutschland | Lars Börgeling    | 1    | 0      | 0      | 1      |
| 09.   | Bulgarien   | Lucy Diakovska    | 1    | 0      | 0      | 1      |

Dazu kommen noch mindestens elf weitere Springer, die bisher mindestens eine Medaille erringen konnten. 

### Synchronspringen
Stand: 21. September 2024
Diese Wertung stellt pro Springer die Synchronspringen dar – die ersten 19 (mindestens eine Goldmedaille):
| Platz | Land        | Athlet            | Gold | Silber | Bronze | Gesamt |
| ----- | ----------- | ----------------- | ---- | ------ | ------ | ------ |
| 01.   | Deutschland | Annabelle Mandeng | 3    | 2      | 0      | 5      |
| 02.   | Deutschland | Lars Börgeling    | 2    | 1      | 0      | 3      |
| 02.   | Deutschland | Danny Ecker       | 2    | 1      | 0      | 3      |
| 02.   | Deutschland | Steffen Groth     | 2    | 1      | 0      | 3      |
| 05.   | Deutschland | Jonas Reckermann  | 2    | 0      | 1      | 3      |
| 06.   | Deutschland | Peter Imhof       | 1    | 3      | 2      | 6      |
| 06.   | Irland      | Joey Kelly        | 1    | 3      | 2      | 6      |
| 08.   | Deutschland | Ronja Hilbig      | 1    | 2      | 1      | 4      |
| 09.   | Deutschland | Kai Böcking       | 1    | 2      | 0      | 3      |
| 09.   | Deutschland | Norbert Dobeleit  | 1    | 2      | 0      | 3      |
| 11.   | Deutschland | Ilka Semmler      | 1    | 1      | 2      | 4      |
| 12.   | Deutschland | Fabian Hambüchen  | 1    | 0      | 1      | 2      |
| 13.   | Deutschland | Wolke Hegenbarth  | 1    | 0      | 0      | 1      |
| 13.   | Deutschland | Miriam Höller     | 1    | 0      | 0      | 1      |
| 13.   | Deutschland | Raphael Holzdeppe | 1    | 0      | 0      | 1      |
| 13.   | Deutschland | Björn Otto        | 1    | 0      | 0      | 1      |
| 13.   | Deutschland | Markus Rehm       | 1    | 0      | 0      | 1      |
| 13.   | Deutschland | Dr. Rick          | 1    | 0      | 0      | 1      |
| 13.   | Deutschland | Dr. Nick          | 1    | 0      | 0      | 1      |

Dazu kommen noch mindestens 17 weitere Springer, die bisher mindestens eine Medaille erringen konnten.

## Basketball-Wurf vom Fünfmeterturm
2013 wurden nicht nur die Regeln für das reguläre Springen modifiziert, sondern auch eine neue Kategorie eingeführt, nämlich der Basketball-Wurf vom Fünfmeterturm. Hierbei tritt ein Kandidat gegen Stefan Raab an. Die Aufgabe ist, vom Fünfmeterturm springend einen Basketball in einen über dem Wasser hängenden Basketballkorb zu werfen. Der Korb wird dabei so platziert, dass er in einem solchen Abstand über dem Wasser hängt, den er bei einem regulären Basketballspiel vom Boden hätte. Außerdem soll er soweit vom Sprungturm entfernt sein, dass er nicht durch den Sprung erreichbar ist. Sowohl der Kandidat als auch Stefan Raab haben jeweils drei Versuche, die sie alternierend wahrnehmen. Schafft es der Kandidat, mehr Treffer als Raab zu landen, gewinnt er das Geld im Jackpot (zu Anfang 10.000 Euro). Schafft er es nicht, wird der Jackpot für das nächste Turmspringen um 10.000 Euro vergrößert.

### 2013: Der One Million Dollar Shot um 10.000 Euro
2013, zur Neueinführung der Kategorie, wurde sie One Million Dollar Shot um 10.000 Euro genannt. Kandidat Christoph trat gegen Raab an. Er war normaler Publikumszuschauer und hatte sich vor Beginn der Liveshow qualifiziert. Er ging also unvorbereitet (wie auch Raab nach eigener Aussage) in das Duell. Beide konnten jedoch keinen einzigen Treffer erzielen, so dass die 10.000 Euro im Jackpot landeten.
Nach den offiziellen Versuchen brachte Raab die Moderatoren Steven Gätjen, Rebecca Mir und Matze Knop wie auch den Kommentator Ron Ringguth dazu, jeweils auch einen Versuch zu wagen. Jedoch konnten auch diese vier keinen Treffer landen.

### 2014: ARAG-20.000-Euro-Wurf
Ein Jahr später wurde die Kategorie in ARAG-20.000-Euro-Wurf umbenannt. Anders als im Vorjahr wurde der Kandidat jedoch nicht aus dem Publikum ausgewählt, sondern es gab die Möglichkeit, sich bereits im Vorfeld über das Internet zu bewerben. Drei der Bewerber (Thorsten, Kevin und Andreas) wurden in die Show eingeladen und mussten sich zwischen den Vorrunden und Finalrunden in der Liveshow für den ARAG-20.000-Euro-Wurf qualifizieren. Dabei wurde im Sudden-Death-Verfahren auf einen größeren Korb geworfen. In der fünften Runde konnte Kevin die Qualifikation für sich entscheiden. Nach Runde 4 wurde der Korb etwas weiter entfernt, um die Schwierigkeit zu erhöhen und damit die Qualifikation schneller zu beenden.
|         | Thorsten | Kevin   | Andreas  |
| ------- | -------- | ------- | -------- |
| Runde 1 | Fehlwurf | Treffer | Treffer  |
| Runde 2 | –        | Treffer | Treffer  |
| Runde 3 | –        | Treffer | Treffer  |
| Runde 4 | –        | Treffer | Treffer  |
| Runde 5 | –        | Treffer | Fehlwurf |

Am Ende der Sendung (nach den Finalrunden) kam es dann zum Duell zwischen Raab und Kevin mit einem Korb in regulärer Größe. Wieder beteuerte Raab, nicht geprobt zu haben, diesmal im Gegensatz zu den Kandidaten (diese wussten ja bereits vor der Show, dass sie die Chance bekommen würden und hatten daher die Möglichkeit zu Training). Beide erzielten in ihren drei Würfen jeweils einen Treffer. Damit gelang es dem Kandidaten nicht, Raab zu übertrumpfen, und die 20.000 Euro landeten im Jackpot.
|        | Raab     | Kevin    |
| ------ | -------- | -------- |
| Wurf 1 | Treffer  | Fehlwurf |
| Wurf 2 | Fehlwurf | Treffer  |
| Wurf 3 | Fehlwurf | Fehlwurf |

### 2015: ARAG-30.000-Euro-Wurf
|         | Lukas   | Manuel   | Marvin   |
| ------- | ------- | -------- | -------- |
| Runde 1 | Treffer | Fehlwurf | Fehlwurf |

|        | Raab     | Lukas    |
| ------ | -------- | -------- |
| Wurf 1 | Fehlwurf | Fehlwurf |
| Wurf 2 | Fehlwurf | Fehlwurf |
| Wurf 3 | Fehlwurf | Fehlwurf |
| Wurf 4 | Treffer  | Fehlwurf |

### Zusammenfassung
| Jahr | Raab | Kandidat | Gewinnsumme |
| ---- | ---- | -------- | ----------- |
| 2013 | 0    | 0        | 10.000 Euro |
| 2014 | 1    | 1        | 20.000 Euro |
| 2015 | 1    | 0        | 30.000 Euro |

## Rezeption
Das vierte TV total Turmspringen (2008) wurde von 3,14 Millionen Menschen gesehen. Dies entsprach einem Marktanteil von 13,6 %. In der Zielgruppe der 14- bis 49-Jährigen schalteten 2,23 Millionen Menschen ein. ProSieben erreichte damit einen Marktanteil von 23,4 %.
In einer Kritik von Sebastian Wieschowski für die Seite Spiegel Online wurde das vierte TV total Turmspringen positiv gewertet. Die Show habe zwar „Längen“ gehabt, die Zuschauer dabei jedoch nicht enttäuscht. Besonders positiv wertet Wieschowski eine Entwicklung des Events über die Jahre „von einer lustigen Arschbombenparade zum spektakulären Wettkampf“. Auch der Auftritt Fabian Hambüchens sei der Samstagabend-Sendung zugutegekommen. Stefan Raab sorge, aus Sicht des Redakteurs, für Abwechslung im deutschen Fernsehen und liefere, etwa im Gegensatz zu Wetten, dass..?, „riskante und sehenswerte Darbietungen“.

## Neuauflage
Im Februar 2022 wurde bekannt, dass Stefan Raab eine Neuauflage des Formats für RTL produzieren wird.
Am 18. Juni 2024 wurde bekannt, dass das TV total Turmspringen erneut neu aufgelegt wird und zu ProSieben zurückkehren wird. Es fand am 21. September 2024 in der Schwimm- und Sprunghalle im Europasportpark (SSE), Berlin statt.